# Schwedenschanze (Frickingen)
Die sogenannte Schwedenschanze war eine mit Wällen und Gräben gesicherte Höhenburg auf einem Bergrücken zwischen Frickingen und Heiligenberg im Norden des baden-württembergischen Bodenseekreises in Deutschland.

## Lage
Die Wallanlage liegt auf einem 735 m ü. NHN hohen Sandsteinsporn der oberen Süßwassermolasse. Vom Bergrücken ist sie durch eine tiefe Senke getrennt, deren Sohle mit einem Graben künstlich vertieft ist. Die Hänge des Burgplateaus sind ebenfalls mit Gräben, teilweise doppelt geführt, gesichert.

## Geschichte
Schriftliche Überlieferungen zu der Anlage fehlen. Wegen der Größe und der komplexen Verteidigungswerke wird eine karolingische oder frühmittelalterliche Grafenburg vermutet, deren Bau ab dem 8. oder 9. Jahrhundert erfolgt sein dürfte. Andererseits könnte sie auch erst im Hochmittelalter als frühe Adelsburg errichtet worden sein. Als Bauherren kämen dann die im 10. und 11. Jahrhundert urkundlich nachweisbaren Grafen von Frickingen in Frage. Vielleicht war sie eine Vorgängeranlage der Burg Frickingen. Der volkstümliche Name Schwedenschanze bezieht die Anlage dagegen fälschlicherweise auf den Dreißigjährigen Krieg. Die ältere Forschung betrachtete die Anlage (ebenfalls zu Unrecht) noch als vorgeschichtlichen Ringwall.

## Archäologie
Die gesamte Burganlage ist archäologisch noch nicht erforscht, doch sind Lesefunde von mittelalterlichen Scherben bekannt, die ungefähr ins 11. bis 13. Jahrhundert weisen. An den umfangreichen, an der Oberfläche noch sichtbaren Resten von Wällen und Gräben ist erkennbar, dass es sich um eine der größten bekannten Anlagen dieser Art der weiteren Umgebung gehandelt haben muss. In den beiden trichterförmigen Vertiefungen können Reste von Gebäuden gesehen werden. An vorgeschichtlichen Funden liegt von dem Platz bislang nur das Bruchstück einer steinzeitlichen Feuersteinklinge vor, das vermutlich noch nichts mit der eigentlichen Wallanlage zu tun hat.